# Polska literatura antyturecka
Treść tego artykułu może nie być zgodna z zasadami neutralnego punktu widzenia.
 Po wyeliminowaniu niedoskonałości należy usunąć szablon [[Szablon:Dopracować|]] z tego artykułu.
Polska literatura antyturecka – utwory z okresu XV-XVII wieku, nawołujące do walki z Turkami.
W XV wieku Polska zetknęła się po raz pierwszy zbrojnie ze światem islamu. Na początku byli to Tatarzy ze Złotej Ordy, którzy przyjęli islam. Od czasów bitwy pod Warną (w 1444) i utraty Killi i Białogrodu (1484) byli to Turcy Osmańscy. Pierwsze poważne starcie Polski z muzułmańskimi Turkami nastąpiło podczas mołdawskiej wyprawy Jana Olbrachta w 1497 roku. Od tego czasu w Polsce można odczuć silne poczucie niebezpieczeństwa tureckiego wiszącego nad krajem. Konfrontacja z Turcją oprócz nielicznych wojen miała miejsce w literaturze. Od II połowy XV wieku do końca XVII wieku liczna jest w Polsce literatura antyturecka. Literatura ta miała charakter polityczny i ideologiczno-religijny. Literatura ta tzw. turcyki (turkiany) jest częścią europejskiej literatury antyislamistycznej rozwijającej się już od czasów wypraw krzyżowych.

## Przegląd najważniejszych utworów
Pierwszym polskim znanym utworem antytureckim jest mowa Mikołaja Lasockiego wygłoszona do papieża Mikołaja V wzywająca do walki z Turkami (Codex epistolaris saeculi decimi quinti, Kraków 1876, t. 1, cz. 2, s. 51–54). Dopiero jednak Włoch Filip Kallimach zapoczątkowuje literaturę antyturecką. Do naszych czasów zachowały się jego trzy prace dotyczące Turcji. Pierwszą jest Historia rerum gestarum in Hungaria et contra Turcos per Vladisaum Poloniae et Hungariae regem. Opisuje ona wyprawy przeciw Turkom króla Władysława III, jest jego apologią. Kallimach kontynuuje temat w pracy De his quae a Venetis contra Turcos tentata sunt. W pracy przedstawione są zabiegi dyplomatyczne Wenecji z lat 1473–1487, mające na celu pozyskanie Tatarów i Persji do wojny z Turcją. Trzecim dziełem Włocha jest mowa: Ad Innocentium VIII pontificem maximum de bello Turcis inferendo oratio. Mowę tę wygłosił Kallimach na kongresie państw chrześcijańskich w Rzymie 25 marca 1490 roku. Mowa pokazuje dotychczasowe działania Stolicy Apostolskiej i jej błędy w akcji antytureckiej. Mowa ta, oprócz surowej krytyki papiestwa, jest projektem sojuszu Polski ze Stolicą Apostolską. Autor wykazuje, że tylko w sojuszu z Polską możliwa jest jakakolwiek krucjata przeciw Turkom. Trzeba dodać, że w swoich pracach Kallimach nisko ceni potęgę militarną Turcji.
Kolejnym dziełem antytureckim jest Kronika turecka Serba Konstantego z Ostrowicy, mająca wiele odpisów w języku polskim. Dwa łacińskie wiersze nawołujące do walki z Turkami – Wiersz o spustoszeniu Sambora i Contra paganos – napisał po spustoszeniu Sambora w 1498 Władysław z Gielniowa.
Naiwne plany wypędzenia Turków z Europy zawiera traktat Descriptio potentiae Turciae et Ordinatio belli contra Turcam 1514. Był on włączony do mowy posła Wawrzyńca Miedzelskiego, wygłoszonej do papieża Leona X. Mimo naiwnych planów, traktat ten stoi wyżej naukowo od prac Kallimacha. Jest ważnym raportem dyplomatycznym dotyczącym Turcji z tego okresu. Potęga militarna Turków jest oceniona dość realnie (odwrotnie niż u Kallimacha) (Descriptio potentiae Turciae et Ordinatio belli contra iliam 1514, w: Acta Tomiciana, t. 3, s.168-181).
Rozpowszechnianie się druku dodatnie wpłynęło ma rozwój utworów antytureckich. W 1513 roku w Krakowie zostają wydane Epistole Turci Magni Laudinusa. Jest to przedrukowany zbiór korespondencji sułtanów tureckich z władcami azjatyckimi i europejskimi (pierwsze wydanie: Wiedeń 1512). Listy te świadczą o wiarołomstwie i niedotrzymywaniu umów przez Turków.
Echa klęski pod Mohaczem w 1526 roku i śmierci Ludwika Jagiellończyka znalazły również odbicie w pismach: Mikołaja Hussowskiego Nova et miranda de Turcis victoria i bp. Broderyka De conflictu Hungarorum cum Turcis ad Mohacz verssima historia (Kraków 1527).
Po roku 1540 ukazuje się wiele utworów antytureckich. Są to małej wartości druki Marszewskiego Ad equites Polonos de bello Turcis inferendo (Kraków 1543), Przyłuskiego Ad equites Polonos pro sacerdobitus Turcicum bellum... elegia (Kraków 1545), Lubelczyka Bellum Theologicum...adversum Turca (Kraków 1545 i wyd.1 1597). Przedrukowane są również słabe naukowo obce turcyki min. Mathiasa Franconiusa Oratio protreptica ad chrystiani orbis principes (Kraków 1542).
Entuzjastyczny natomiast sukces i oddźwięk wśród szlachty przyniosły mowy przeciw Turkom Stanisława Orzechowskiego. Pierwsza mowa De bello adversus Turcas suscipiendo...ad equites Polonos Oratio wydana została w Krakowie jednocześnie po polsku i po łacinie w 1543 roku. Orzechowski w tej mowie i w następnych pisze o słabości wojennej Turków i łatwości jej pokonania. Orzechowski domagał się od szlachty na czas wojny z Turkami zrzeczenia się żołdu i zaniechania sporów religijnych. Jego mowy były bardzo naiwne, pełne frazesów i retorycznych zwrotów. W jego mowach widać zupełny brak zrozumienia spraw wschodnich. Warto dodać, że mowy Orzechowskiego sprzeczne były z polityką ostatnich Jagiellonów, dążących do zachowania pokoju z państwem Osmanów. Również Frycz Modrzewski w De republika emendanda nawoływał do wojny z Turcją.
W 1566/1567 ukazała się satyra Marcina Bielskiego zatytułowana Sen majowy pod gajem zielonym jednego pustelnika, odnosząca się do wydarzeń z 1566, kiedy to Sulejman oblegał Szigetvár na Węgrzech. W 1572 roku wydrukowano w Krakowie obce turcyki poświęcone zwycięstwu Ligi Świętej nad Turkami pod Lepanto rok wcześniej. Były to Rasariusa De Victoria Christianorum, A. Santutiego De Insigni et Memorabili Chrystianorum ex Turcis Victoria, F. Membra Prawdziwe y osobliwe każdey sprawy wypisanie.
Prawdopodobnie w 1575 Jan Kochanowski napisał utwór znany jako Pieśń o spustoszeniu Podola, opublikowany w 1586 w zbiorze Pieśni Jana Kochanowskiego księgi dwoje jako piąta pieśń części Księgi wtóre. Pieśń powstała jako reakcja na napad Tatarów na Podole w czasie bezkrólewia w 1575. Z czasów Stefana Batorego, mającego plany wojny z Turcją, pochodzą traktaty Szymona Szymonowicza Dicta seu consilia de bello contra Turcam (Kolonia (Niemcy) 1583) i A. Wolana Oratio ad incolas Regni Poloniae (Wilno 1595).
Za czasów Zygmunta III Wazy zaczęło się ukazywać coraz więcej turcyków. Wiązało się to z walkami z Turkami pod Cecorą w 1620 i Chocimem w 1621 roku. Pojawiły się też plany wielkiej koalicji antytureckiej na czele z Polską.
Za najważniejszego pisarza zajmującego się tymi sprawami można uznać biskupa kijowskiego Józefa Wereszczyńskiego. Jego prace to: Pobudka na Jego cesarską Miłość Wszystkiego Chrześcijaństwa, jako też na Jego K.M. Króla Polskiego. Tudzież też na Jaśnie Oświeconego Kniazia Wielkiego Moskiewskiego, do podniesienia woyny świętey spolną ręką przeciw Turkom y Tatarom (Kraków 1597), Publica ...z strony fundowania szkoły rycerskiej (Kraków 1594), Excitarz do podniesienia woyny przeciwko Turkom y Tatarom (Kraków 1592), Votum ze strony podniesienia woyny potężney przeciwko Cesarzowi Tureckiemu (Nowy Wereszczyn 1597). Podobnie jak poprzedni autorzy lekceważył on siły militarne Imperium Osmanów. Mało tego, powołuje się on na słowa proroków i astrologów przepowiadające zwycięstwo nad muzułmanami.
Podobny poziom mają turcyki proboszcza parnawskiego Piotra Grabowskiego. Napisał on dwie prace: Zdanie syna koronnego, o pięciu rzeczach Rzeczypospolitej polskiej należących (Parnawa 1595) i Polska niższa albo osada polska (Parnawa 1595). W tych pracach autor układa plany podziału Turcji i projekty usunięcia Turków z Europy. Istotą prac Grabowskiego była teza, że Turcy szykują się do wojny z Rzecząpospolitą. Autor pisał, co by się stało, gdyby Polska stała się prowincją państwa Osmanów: wycięcie szlachty i przyjęcie islamu. Według niego Polska w koalicji hiszpańsko-koptyjsko-murzyńskiej i innych, tylko znanych mu z nazwy ludów, miała dokonać napadu i rozbioru Turcji.
Autorem wielu turcyków jest Krzysztof Warszewicki. Jest on autorem Paradoxa (Kraków 1598) oraz trzech mów (Turciae tres, Praga 1589) i jedenastu kolejnych (Turcicae quattuorecim, Kraków 1595). W swoich pracach autor pisze o wyższości religii chrześcijańskiej nad muzułmańską, planach koalicji antytureckiej. Jego utwory są jednak bardziej dojrzałe niż Grabowskiego czy Warszewickiego.
Bartosz Paprocki, znany heraldyk, jest również autorem turcyku: Historia żałosna o prędkości y okrutności tatarskiey, a o srogim mordowaniu i popsowaniu ziemi Ruskiey y Podolskiey, które się stało ksieżyca października roku 1575 (Kraków 1575).
Literatura antyturecka stawała się coraz popularniejsza. Około 1595 roku, gdy wydawało się, że Polska rozpocznie wojnę z Turcją, ukazało się wiele prac: S. Karnkowskiego Deliberacya o społku y zwiazku Korony Polskiey przeciw Turkom, S. Klonowicza Pożar, upominanie do gaszenia y wróżka o upadku mocy Tureckiey, K. Damineusa Liga z zawadą koła poselskiego spólnego narodu korony Polskiey y Wielkiego Ksiestwa Litewskiego. W tym samym czasie, oprócz dzieł naszych autorów, ukazało się wiele prac autorów obcych. Należy wymienić tu Szkota Brussiusa, profesora Akademii Zamojskiej, autora Ad princeps Populumque Christianum de bello adversum Turcos gerendo (Kraków 1595) i De tartaris diarium (Frankfurt nad Odrą 1598) i Bolończyka D. Morę autora Judicium (Wilno 1595).
Jednocześnie tłumaczono i wydawano u nas obce mowy antytureckie. Należy tu wymienić G. Malaspiny De foedere cum Christianis Principibus contra Turcam (Kraków 1595), O lidze oratia J.W. Germanika Margrabie Malspiny, w tłumaczeniu Januszewskiego (Kraków 1595) oraz D. Benedicti Mandinae Nuntii Apostolici ad Regem Senatumaquae Polonum Oratio (Nysa 1596) i J. Kostitz, M. Reusner, J. I K. Beneckendorff, De bello sociali Turcico brevis commonitio (Kraków 1595). Niestety, traktaty te nie zawierały nic nowego, były powtórzeniem starych. W 1618 roku w Krakowie ponownie wydano Epistolae Turci Magni, tym razem już w tłumaczeniu: Wielkiego Turka Listy przez Szymona Starowolskiego Nauk Wyzwolonych y Philosophiey Bakałarza z łacińskiego języka na polski przełożone.
Przykładem kompilacji wielu utworów antytureckich są dzieła Wawrzyńca Chlebowskiego. Napisał on ich bardzo wiele: Trąbka pobudki ziemi ruskiej do wszystkich narodów chrzescijańskich przeciw Mahometanom (Kraków 1608), Historya y wywód narodu cesarzów Tureckich y walki ich z chrześcijany... (Kraków 1609), Królów y cesarzów Tureckich dzieło abo sprawy y żywotów ich dokończenie Począwszy od Otomana pierwszego aż do Sułtana Ahmeda dzisiejszego według ich. W odpowiedzi ich własnej kroniki w Konstantynopolu bedącey pisaney (Kraków 1612), Chronologia o wywodzie narodu cesarzów tureckich y walki ich z Chrześcijany aż do dnia dzisiejszego (Kraków 1613), Krwawy Mars narodu Ottomańskiwego z królami i cesarzami Chrześcijańskimi (Kraków 1620). Jego prace można nazwać zawodowym kompilatorstwem. Wartościowa natomiast jest praca Mikołaja Chabielskiego Pobudka narodów chrześcijanskich na podniesienie woyny przeciwko nieprzyjaciołowi Krzyża Świętego, wydana w 1615 roku. Autor był nieźle zorientowany w sprawach tureckich. Przebywał szereg lat w niewoli tureckiej, tam walczył w armii osmańskiej w Etiopii i w Persji. Jego praca jest programem wojny tureckiej bardziej realnym niż poprzednie utwory tego typu. Mało warte są natomiast płytkie prace: Adama Władysławiusza Pieśni Nowe pamięci godne o przypadkach korronnych (Kraków 1608), Wojciecha Kisickiego Dialog o obronie Ukrainy y pobudka z przestrogą dla zabieżenia insursiom Tatarskim (Dobromil 1615), Ucisk koronny Iana Kraiewskiego y wtargnięcie Tatarskie na Podole, Piotra Gorczyna Thren abo Lament żałosny Więżniów Koronnych do Hord tatarskich w roku 1618 zabranych, Krzysztofa Palczowskiego O Kozakach, ieśli ich znieść czy nie (Kraków 1618), Jana Francisciadesa Pobudka na Expeditia Woienne Jaśnie Wielmożnego Pana Jego Mci P. Stanisława Hrabia na Wisniczu Lubomirskiego (Kraków 1618), Jacka Kołakowskiego Powab wojenny na Turka z Kronykarzow niektórych polskich (Kraków 1621). Pisma te cieszyły się pewną poczytnością, lecz zawierały one puste hasła i frazesy.
Wśród turcyków z XVII wieku należy wymienić tzw. pobudki. Wzywały one całe społeczeństwo polskie do podjęcia walki z Turkami. Ważniejsze pobudki: K. Miaskowski Rythmy, Jan Ostroróg Sławney Koronie Polskiey..(Zamość 1620), G. Czaradzki Pobudka na woynę Turecką (Poznań 1621), S. Witkowski Pobudka ludzi Rycerskich przez nawalność pogańską w małey kupie z żałością Chrześcijaństwa zniesionych... (Zamość 1621),Szpieg z Polski z Turek, który wiele rzeczy przeyrzawszy swoim na przestrogę oznajmuie. Przy tym o Woy sku Tureckim, które jest zebrane z Dziesięci prowinciay Azyatyckich, którego jest liczba pewna po pieciokroć sto tysięcy.
Za panowania Władysława IV Wazy nadal bardzo popularne były turcyki. Jak wiadomo król polski miał duże plany wojny z Turcją. W tym okresie wydane są pisma Andrzeja Dębołęckiego Otucha na Pogany Wszystkich Potentantów Chrześcijańskich (Kraków 1637), Jerzego Piatkowskiego Otucha na Pogany Wszystkich Potentantów Chrześcijańskich (Zamość 1637), A. Komorowskiego Triumphus Christianus (Kraków 1630). Ważne są też broszury antytureckie Szymona Starowolskiego: Pobudka albo radę na zniesienie Tatarów perekopskich (Kraków 1618, wyd.2 Kraków 1671), Diskurs o Woynie Tureckiey (b.d.w.), Ad Principes Chrystianos de pace inter se componenda Belloque Turcis inferendo Protreption (1645), Wyprawa y Wyiazd potężnego y nie ogarnionego Woyska napotęznieyszego y najsrozszego Monarchy, Sułtana Amurata cesarza Tureckiego terażniejszego na woynę do Korony Polskiey (Kraków 1634). Są one tak jak poprzednie pełne błędów i uproszczeń.
Za panowania Jana Kazimierza literatura osłabła. Z tego okresu znane jest dzieło: W. J. Rudawskiego Sacri Belli Classicum sive de Communi foedere Chrysianorum Principum adversum universalem Fidei hostem dissertatio, wydane w Ołomuńcu w 1661 roku. Turcyki stały się znów popularne za panowania Jana III Sobieskiego. Ważne są tu praca antytureckie Teofila Rutki: Gladius contra Turcas... (Lwów 1679, wyd.2 Zamość 1680, wyd.3 1696) i Miecz przeciwko Turkom... (Leszno 1684). Do wystąpienia przeciwko Turkom nawoływali też Stanisław Jan Witwicki Tuba verum spargen sonum... (1681), K. Czapski Classicum e scholis Datum Resumendis contra Turcam armis... (Warszawa 1684), S. J. Slizień Haracz krwią turecką Turkom wypłacony (1674), Łazarz Baranowicz Lutnia Appolinowa każdey sprawie gotowa (Kijów 1671), Complementyach między cesarzem Tureckim y królem Polskim (1686), J. Załuski, Dyskurs o pozycji posła scytyjskiego. Są to już ostatnie utwory antytureckie. Po pokoju karłowickim w 1699 roku sytuacja Polski uległa zmianie, Turcja przestała być już zagrożeniem.